# ساعت ملاقات (ترانه)
«ساعت ملاقات» (انگلیسی: Visiting Hours) ترانه‌ای از خواننده و ترانه‌سرای انگلیسی اد شیرن است. این ترانه در ۱۹ اوت ۲۰۲۱ به عنوان تک‌آهنگ تبلیغاتی پنجمین آلبوم شیرن = به همراه همان آلبوم منتشر شد. این ترانه توسط شیرن و جانی مک‌دید تهیه شده‌است.

## پیش‌زمینه و انتشار
در ۲۲ مارس ۲۰۲۱، مایکل گودینسکی، مروج موسیقی استرالیایی، در سن ۶۸ سالگی درگذشت. شیرن برای اولین بار «ساعت ملاقات» را در مراسم خاکسپاری گودینسکی در ۲۴ مارس ۲۰۲۱ به عنوان ادای احترام به او در استرالیا اجرا کرد و اجرای او احساسی تلقی شده‌است. دوستان نزدیک گودینسکی و نوازندگان همکار، کایلی مینوگ و جیمی بارنز، و همچنین جیمی کار کمدین، وکال‌های پشتیبان این آهنگ را ارائه می‌دهند. او این آهنگ را در طول دو هفته قرنطینه اجباری خود به دلیل قوانین کووید-۱۹ به دلیل تصمیم خود برای سفر به استرالیا تمام کرد. در ۱۹ اوت ۲۰۲۱، شیرن این آهنگ را به عنوان یک تک‌آهنگ تبلیغاتی منتشر کرد و آلبوم را اعلام کرد. یک ویدیوی اجرای زنده که در کلیسای سنت استفان در همپستد لندن فیلمبرداری شده بود نیز همراه با این آهنگ منتشر شد. شیرن اظهار داشت که «نوشتن این آهنگ را برای اولین بار با غم و اندوه به پایان رسانده‌است و برای من یکی از مهم‌ترین آهنگ‌های «=» است.»